# Servando Arbolí Faraúdo
Servando Arbolí Faraúdo (Cádiz, 2 de junio de 1840-Sevilla, 20 de enero de 1908) fue un teólogo y escritor español.
Académico de la sevillana de Buenas Letras y correspondiente de la Real de la Historia. Obras principales: El papa y el Congreso, El progreso y lo absoluto, La filosofía contemporánea, La Eucaristía y la Inmaculada y Devoción en España.

## Infancia y juventud
Nació el 2 de junio de 1840 de una familia pobre de bienes de fortuna, pero en la que no faltaron algunos blasones, y si por ascendencia paterna pudo gloriarse de que el autor de sus días era hermano de aquel venerable Obispo cuyos dotes adivinó el Magistral Cabrera, por la materna contaba a su bisabuelo Don Pedro Faraúdo, general de las Galeras de Civita Vechia, pero D. Servando, en esto de achaques nobiliarios, profesaba la máxima de que «nobleza obliga, pero más obliga el servicio de Dios nuestro señor, única nobleza que salva».
Estudió en el colegio de San Felipe Neri de Cádiz. En Cádiz cursó Filosofía y Teología cuyos grados de licenciado y doctor obtuvo en el Seminario de Granada por los años de 1862. Fue profesor de Historia Eclesiástica en el seminario de San Bartolomé en cuya asignatura se dio a conocer por sus especiales aptitudes para el nobilísimo ejercicio de la enseñanza. Asimismo, fue Diácono de la Catedral de Cádiz desde 1863 a 1876. El 15 de octubre de 1876 fue trasladado por S.M. a la dignidad de Capellán Mayor de San Fernando de Sevilla. Fue también Director de la Biblioteca Capitular y Colombina de Sevilla.

## Orador y literato
Gran orador y literato, fue autor de innumerables obras entre las que podemos destacar el folleto titulado "Páginas Gaditanas" que fue publicado en 1882 y dedicado a la ciudad de Cádiz, y en el cual para pagar una deuda del corazón, incluye un sermón del venerable prelado (su tío el Obispo Juan José Arbolí y Acaso). Hay que recordar que se educó bajo sus auspicios y bajo su dirección inmediata, de tal manera que cuando en septiembre de 1862 fue consagrado éste Obispo de Cádiz, lo asoció en su clase como paje y desde entonces lo había tenido a su lado constantemente. Contaba por aquel entonces 12 años. Basta recordar esta estrecha relación con el siguiente episodio más que significativo, y es que en el lecho de su muerte el Obispo le dijo a su sobrino:

"Oye este mi último consejo:una cosa te encargo, y es que seas muy humilde,y una cosa pido a Dios, que cuando te mueras sepa yo que te has salvado".

En este Sermón reivindica la memoria del Obispo y lo defiende de las acusaciones de "sentimentalismo", concepto definido por Marcelino Menéndez y Pelayo para enjuiciar a su filosofía. Otro folleto interesante fue El Papa y el Congreso sobre la llamada cuestión Romana y otros muchos artículos publicados en el Boletín Eclesiástico escritos antes de su Ordenación. En Granada dirigió la Revista Órgano de la Juventud Católica donde publicó su opúsculo El Progreso y lo Absoluto, La Filosofía contemporánea y Crítica sobre la Escuela Ecléctica.
También dio a la luz importantes sermones predicados en Cádiz, como el de la Virgen del Rosario, y los del Miércoles de Ceniza y IV Domingo de Cuaresma en la Catedral. También cuenta con numerosos discursos de recepción en la Academia de las Buenas Letras como "Jesucristo y los Filósofos". Finalmente, otra obra suya importante fue "la Eucaristía y la Inmaculada Devoción Española" que fue acogida con gran entusiasmo en Sevilla.
Destaca el excelente discurso en el Seminario Conciliar de Cádiz siendo alumno del mismo, ante la visita de la Reina Isabel II en el año de 1862. Falleció en Sevilla el 20 de enero de 1908. 
Perteneció al Consejo de la Academia y Corte de Cristo fundada por el canónigo del Sacromonte José Gras y Granollers.